# Fusillades d'Overland Park
 (septembre 2024).
La mise en forme du texte ne suit pas les recommandations de Wikipédia : il faut le « wikifier ».
Les points d'amélioration suivants sont les cas les plus fréquents. Le détail des points à revoir est peut-être précisé sur la page de discussion.
- Les titres sont pré-formatés par le logiciel. Ils ne sont ni en capitales, ni en gras.
- Le texte ne doit pas être écrit en capitales (les noms de famille non plus), ni en gras, ni en italique, ni en « petit »…
- Le gras n'est utilisé que pour surligner le titre de l'article dans l'introduction, une seule fois.
- L'italique est rarement utilisé : mots en langue étrangère, titres d'œuvres, noms de bateaux, etc.
- Les citations ne sont pas en italique mais en corps de texte normal. Elles sont entourées par des guillemets français : « et ».
- Les listes à puces sont à éviter, des paragraphes rédigés étant largement préférés. Les tableaux sont à réserver à la présentation de données structurées (résultats, etc.).
- Les appels de note de bas de page (petits chiffres en exposant, introduits par l'outil «  Source ») sont à placer entre la fin de phrase et le point final[comme ça].
- Les liens internes (vers d'autres articles de Wikipédia) sont à choisir avec parcimonie. Créez des liens vers des articles approfondissant le sujet. Les termes génériques sans rapport avec le sujet sont à éviter, ainsi que les répétitions de liens vers un même terme.
- Les liens externes sont à placer uniquement dans une section « Liens externes », à la fin de l'article. Ces liens sont à choisir avec parcimonie suivant les règles définies. Si un lien sert de source à l'article, son insertion dans le texte est à faire par les notes de bas de page.
- La présentation des références doit suivre les conventions bibliographiques. Il est recommandé d'utiliser les modèles {{Ouvrage}}, {{Chapitre}}, {{Article}}, {{Lien web}} et/ou {{Bibliographie}}. Le mode d'édition visuel peut mettre en forme automatiquement les références.
- Insérer une infobox (cadre d'informations à droite) n'est pas obligatoire pour parachever la mise en page.

Pour une aide détaillée, merci de consulter Aide:Wikification.
Si vous pensez que ces points ont été résolus, vous pouvez retirer ce bandeau et améliorer la mise en forme d'un autre article.
Les fusillades d'Overland Park sont deux fusillades qui ont eu lieu le 13 avril 2014 au Jewish Community Center of Greater Kansas City et au Village Shalom, une communauté de retraite juive, tous deux situés à Overland Park au Kansas, États-Unis. Un total de trois personnes ont été tuées dans les fusillades, deux ayant été abattues au centre communautaire et une dans la maison de retraite. Le tireur, Frazier Glenn Miller Jr., âgé de 73 ans, originaire d'Aurora, Missouri, et originaire de Caroline du Nord, a été arrêté pendant l'attaque et a ensuite été jugé, reconnu coupable de meurtre et d'autres crimes, et condamné à mort. Miller, ancien membre du Ku Klux Klan, néo-nazi et ancien candidat politique, est décédé en prison en 2021 en attendant son exécution.

## La fusillade
Les fusillades ont commencé vers 13h00 sur le parking arrière du Jewish Community Center of Greater Kansas City, près de l'entrée du White Theater. Le tireur a d'abord tiré avec un pistolet sur deux hommes. L'un des hommes a réussi à s'échapper immédiatement, tandis que le deuxième homme a tenté de fuir dans sa voiture. Une balle a frappé le sac à bandoulière du siège de l'homme, mais il s'est échappé indemne. Le tireur a ensuite tiré sur William Lewis Corporon, âgé de 69 ans, et sur son petit-fils de 14 ans, Reat Griffin Underwood, alors qu'ils arrivaient en voiture dans le parking. Corporon est décédé sur place d'une blessure par fusil de chasse à la tête, tandis que Underwood est mort à l'hôpital des suites de blessures par arme à feu.
Au moment de la première fusillade, des adolescents se trouvaient à l'intérieur du bâtiment pour passer une audition pour le concours de chant KC Superstar. De plus, des acteurs, des membres de l'équipe et d'autres membres du personnel étaient dans le White Theater pour préparer une représentation de "To Kill a Mockingbird" à 14h00. Un programme de remise en forme était également en cours pour des enfants autistes, "Fun and Fitness with Friends". Ce programme comprenait 15 enfants autistes et 6 bénévoles. Le tireur a pu tirer plusieurs coups de feu dans le bâtiment. Le personnel à l'intérieur du bâtiment a été le premier à appeler le 9-1-1 pour alerter la police. Plusieurs membres du personnel, dont un avec une formation paramédicale et un autre avec une expérience médicale militaire, ont tenté des manœuvres de réanimation sur les victimes, mais ont finalement été infructueux.
Après avoir tiré sur plusieurs autres personnes, sans succès, le tireur a fui dans sa voiture et a ouvert le feu à Village Shalom, une communauté de retraite juive située à un peu plus d'un mile du centre communautaire. Une femme, Terri LaManno, a été tuée sur le parking,, et deux autres personnes ont été prises pour cibles, mais les coups de feu les ont manquées.
Le tireur a été arrêté à 14h45 à l'extérieur de l'école primaire Valley Park par deux policiers qui l'ont identifié dans sa voiture grâce aux informations données par des témoins. Alors qu'il était emmené, il a proféré des remarques antisémites, selon des témoins. Un responsable de police a confirmé que le tireur avait utilisé un fusil de chasse Remington Model 870 lors des fusillades, et plusieurs autres armes, dont un pistolet, ont également été récupérées dans sa voiture. Les enquêteurs cherchaient également à déterminer si un fusil d'assaut avait également été utilisé,,,,.
Lors d'une conférence de presse, le Bureau Fédéral d'Investigation (FBI) a déclaré que les fusillades étaient motivées par l'antisémitisme,. Plusieurs objets ont été saisis dans la maison du suspect à Aurora, Missouri, dont trois boîtes de munitions, un t-shirt rouge avec un symbole de svastika, des publications antisémites (comme "Mein Kampf" d'Hitler), une liste des lieux casher, des directions vers des synagogues et une impression du concours KC Superstar au centre communautaire,,.

## Suspect
Miller a été arrêté en lien avec les fusillades. Avant son arrestation, les rapports médiatiques décrivaient le tireur présumé comme un homme dans la soixantaine, originaire de Caroline du Nord et transplanté à Aurora, Missouri, n'étant pas originaire du Kansas. Miller était un néo-nazi, pratiquant des croyances néo-païennes, ancien politicien ayant fondé et dirigé autrefois les Carolina Knights, une organisation paramilitaire liée au Ku Klux Klan dans les années 1980. Cette organisation a été dissoute par le Southern Poverty Law Center, après quoi il a créé un autre groupe appelé le White Patriot Party. À la fin des années 1980, il a été condamné à trois ans de prison pour possession d'armes et complot visant à assassiner Morris Dees, le leader et cofondateur du Southern Poverty Law Center. Il a également servi dans l'armée des États-Unis pendant 20 ans, y compris deux missions au Vietnam,,,.
L'interview la plus complète de Miller a été réalisée par David Pakman (en) de l'émission The David Pakman Show (en), diffusée nationalement. Pakman semble être la dernière personnalité médiatique à avoir eu des contacts avec Miller, ayant publié des transcriptions d'e-mails datant de novembre 2013. The Distorted View Show avait également interrogé le suspect en 2010. À la fin du mois de mars, Miller s'est rendu aux urgences où on lui a diagnostiqué une emphysème, avec un pronostic de 50 % de chances de vivre encore trois ans. Selon une interview du 15 novembre 2014 avec The Kansas City Star, Miller a déclaré avoir commencé à planifier les fusillades à la suite de cette visite. Il a également ajouté qu'il pensait mourir pendant les fusillades et qu'il avait fréquemment visité le Jewish Community Center of Greater Kansas City auparavant, y compris trois visites quelques heures avant le premier coup de feu.
Les responsables de la police ont déclaré que Miller avait acheté les armes à feu par l'intermédiaire d'un acheteur intermédiaire, ce qui lui a permis d'éviter les vérifications fédérales de ses antécédents ; il lui était impossible d'effectuer des achats personnels en raison des accusations d'armes qui avaient été portées contre lui lors de son arrestation à la fin des années 1980,.
John Mark Reidle, un résident du comté de Lawrence, Missouri, a acheté le fusil de chasse pour Miller (un "achat fictif") dans un magasin Walmart à Republic, Missouri, quatre jours avant les fusillades. En juin 2014, Reidle a été inculpé par un grand jury de charges fédérales pour avoir fourni de fausses informations sur un formulaire fédéral sur les armes à feu (Formulaire 4473) afin d'acheter le fusil de chasse,. Reidle est également soupçonné d'être responsable de l'achat d'un pistolet pour Miller, apparemment acheté lors d'un salon de l'armement. Selon les voisins, Reidle et Miller avaient des croyances politiques similaires, et Reidle hissait un drapeau nazi le jour de l'anniversaire de Hitler chaque année.
En octobre 2015, conformément à un accord de plaidoyer avec les procureurs fédéraux, Reidle a plaidé coupable des charges retenues contre lui. Reidle a été condamné à cinq ans de probation, y compris à une assignation à domicile pour les six premiers mois de la période de probation ; le juge dans l'affaire a déclaré que Miller avait profité des capacités cognitives limitées de Reidle. Reidle a exprimé des remords pour son crime. Certaines familles de victimes ont critiqué la clémence de sa peine et le manque de consultation du gouvernement avec elles.

## Procès et condamnation
Deux jours après les fusillades, Miller a brièvement comparu devant le tribunal par vidéo et a demandé à être assisté d'un avocat. Il a été inculpé d'un chef d'accusation de meurtre passible de la peine capitale, couvrant les trois décès parce que le crime faisait "partie d'un plan commun ou d'une ligne de conduite". Miller serait la personne la plus âgée à être inculpée de meurtre passible de la peine capitale dans l'histoire du Kansas. Par la suite, Miller a également été inculpé de trois chefs d'accusation de tentative de meurtre au premier degré, ainsi que d'autres chefs d'accusation d'agression aggravée et de décharge criminelle d'une arme à feu sur un bâtiment occupé,,.
Lors de l'audience préliminaire de novembre 2014, les avocats de Miller ont demandé un examen de compétence. La demande a été approuvée par le juge Kelly Ryan du tribunal de district du comté de Johnson, après qu'il eut exprimé des inquiétudes quant à la capacité de Miller à aider ses avocats. L'approbation de la demande a suscité l'indignation de Miller lui-même, qui aurait souhaité un procès rapide.
En décembre 2014, Miller a été jugé apte à subir son procès. Les procureurs ont requis la peine de mort à son encontre,.
Le 2 mars 2015, une audience préliminaire a commencé pour déterminer s'il y avait suffisamment de preuves pour aller jusqu'au procès,,. Le 3 mars, le juge Ryan a estimé qu'il existait une cause probable pour que Miller soit jugé pour trois chefs d'accusation de meurtre et de tentative de meurtre.
Les avocats de Miller ont tenté à deux reprises d'obtenir un accord avec les procureurs, selon lequel Miller, en échange de son plaidoyer de culpabilité, serait condamné à la perpétuité avec libération conditionnelle, tout en évitant une éventuelle condamnation à la peine de mort. Cependant, à chaque fois, les procureurs ont refusé d'accepter l'accord.
Lors d'une audience au tribunal le 14 mai 2015, M. Miller a annoncé qu'il souhaitait renvoyer tous ses avocats, insistant au contraire pour être autorisé à se représenter lui-même. Malgré l'avis défavorable de ses avocats et du juge, il a déclaré : « C'est ma vie et je fais ce que je veux [...]. La peine de mort ne me dérange pas », tout en ajoutant que, s'il était reconnu coupable, « je monterai sur le brancard et j'enfoncerai moi-même l'aiguille ». En fin de compte, le juge a accédé à la demande de Miller, à condition que ses avocats restent en tant que "standby counsel". Dès qu'il a pris en charge sa propre défense, Miller a annoncé que l'acteur Mel Gibson serait l'un des témoins qu'il allait appeler à la barre. À la fin de l'audience, la date du procès a été fixée au 17 août 2015,.
Le 17 août 2015, la sélection du jury a commencé pour le procès de Miller. Environ 200 personnes ont été convoquées,. Pendant les 11 jours qu'a duré le procès, M. Miller a agi en tant que son propre avocat et a fait plusieurs déclarations perturbatrices, y compris des déclarations auto-incriminantes. Pendant le procès, Miller a déclaré qu'il était "fier" de son crime et a fait des diatribes antisémites. Le 31 août 2015, Miller a été reconnu coupable d'un chef d'accusation de meurtre capital, de trois chefs d'accusation de tentative de meurtre, d'agression et de détention d'armes. Le 8 septembre, le jury a recommandé qu'il soit condamné à la peine de mort. Le 10 novembre 2015, le juge Ryan l'a condamné à mort. Le 29 mars 2021, Miller a fait appel de la condamnation à mort, arguant que la Cour n'aurait pas dû le laisser se représenter lui-même, tout en remettant en cause la constitutionnalité de la peine de mort.
Miller est mort en prison le 3 mai 2021, à l'âge de 80 ans, alors qu'il attendait son exécution.

## Victimes
Un garçon de 14 ans, Reat Griffin Underwood, et son grand-père de 69 ans, le médecin William Lewis Corporon, ont été tués au Centre communautaire juif. Tous deux étaient chrétiens et fréquentaient l'église méthodiste unie de la Résurrection à Leawood. Une femme de 53 ans, Terri LaManno, ergothérapeute à Kansas City, a été tuée sur le parking du Village Shalom, où résidait sa mère,.
Terri LaManno était également une chrétienne qui fréquentait l'église catholique Saint-Pierre à Kansas City, dans le Missouri. Les premières informations faisaient état d'une quatrième personne blessée par balle, mais il a été confirmé par la suite que toutes les personnes blessées par balle avaient été tuées,,. Si l'on tient compte des personnes visées par les tirs mais qui s'en sont sorties indemnes, une seule personne visée par les tirs était juive.

## Réactions
Le président des États-Unis, Barack Obama, a qualifié la fusillade d'"horrible" et a déclaré dans un communiqué : « Bien que nous ne connaissions pas tous les détails de la fusillade d'aujourd'hui, les premiers rapports nous brisent le cœur ». Le procureur général des États-Unis, Eric Holder, a également publié une déclaration à la suite de la fusillade : « J'ai été horrifié d'apprendre la tragique fusillade de ce week-end à l'extérieur de Kansas City. Ces actes de violence insensés sont d'autant plus déchirants qu'ils ont été perpétrés à la veille de l'occasion solennelle de la Pâque juive ». Le gouverneur Sam Brownback a fait cette déclaration : « Mon cœur et mes prières accompagnent tous ceux qui ont été touchés par les événements d'aujourd'hui. Nous ferons en sorte que justice soit rendue aux victimes et que des poursuites pénales soient engagées contre l'auteur ou les auteurs de ces actes dans toute la mesure du possible ». D'autres hommes politiques ont publié des déclarations dans lesquelles ils présentaient leurs condoléances aux personnes tuées dans la fusillade et dénonçaient les motivations antisémites du tireur.
Le Centre communautaire juif a présenté ses condoléances aux familles des victimes sur sa page Facebook. Quatre jours après la fusillade, le Centre communautaire juif a organisé un service interconfessionnel dans le théâtre Lewis et Shirley White, appelé "Service de l'unité et de l'espoir". Plus de 1 300 personnes y ont assisté, dont le procureur général des États-Unis Eric Holder, le représentant américain Emanuel Cleaver et le gouverneur du Kansas Sam Brownback. De nombreux chefs religieux des environs ont pris la parole au cours de la cérémonie, qui s'est achevée par une démonstration symbolique d'unité : le clergé, les élus et les membres des forces de l'ordre présents ont été invités à se rassembler sur l'estrade et trois bougies ont été allumées à la mémoire des victimes.
Le Premier ministre israélien Benjamin Netanyahu a présenté ses condoléances. « Nous condamnons la fusillade qui, selon tous les signes, a été perpétrée par haine des Juifs », a déclaré M. Netanyahu le lendemain de l'attentat.
John Lewis a fait une déclaration : « Il est profondément tragique qu'une telle brutalité insensée se produise à la veille de la Pâque, moment où les Juifs du monde entier se souviennent de leur libération de l'esclavage en Égypte il y a des milliers d'années.  La haine elle-même est une sorte d'esclavage qui empoisonne le puits de l'âme.  D'une manière ou d'une autre, nous devons enfin apprendre qu'elle ne peut jamais constituer une réponse significative aux problèmes humains... »